# Konágamana Buddha
Konágamana Buddha, Kanakamuni, Konágon, vagy Kanakagamana (páli: Konágamana, szanszkrit: Kanakamuni, kínai: 拘那含牟尼, pinjin: Csu na han mou ni, japán: くなごんむに, Kunagonmuni, tibeti: Szerthup) a buddhizmusban a jelenlegi világkor (kalpa vagy eon) korábbi buddhája, akinek az életrajzát a páli kánon egyik könyve, a Buddhavamsza 23. fejezete tartalmazza.
A théraváda hagyomány szerint Kasszapa a huszonkilenc nevesített buddha közül a huszonhatodik, az antikvitás hét buddhája közül az ötödik, illetve a mostani kalpa öt buddhája közül a második.
A jelenlegi világkor neve bhadrakalpa (szerencsés eon), amelynek az öt buddhája:
1. Kakuszandha (a bhadrakalpa első buddhája)
2. Konágamana (a bhadrakalpa második buddhája)
3. Kasszapa (a bhadrakalpa harmadik buddhája)
4. Gautama (a bhadrakalpa negyedik, egyben jelenlegi buddhája)
5. Maitréja (a bhadrakalpa ötödik, egyben a következő buddha)

Konágamana a Szubhagavati parkban született, Szobhavatiban (mai neve Araurakot, mintegy 3km-re délnyugatra a nepáli Nigalihawa településtől), egy szerdai napon. Emiatt Konágamana a szerdai talapzatra került.
Hszüan-cang, kínai buddhista szerzetes, tudós, utazó és fordító szerint Konágamana ereklyéit egy sztúpában tartották a dél-nepáli Nigaliszagar mellett (ma Kapilavasztu körzet területe). Ezen a területen ma Asóka király egyik oszlopa áll. Asóka brahmi írással készült feliratai  olyan oszloptöredéken maradtak fenn, amely részben ma is a föld alatt fekszik.

## Galéria

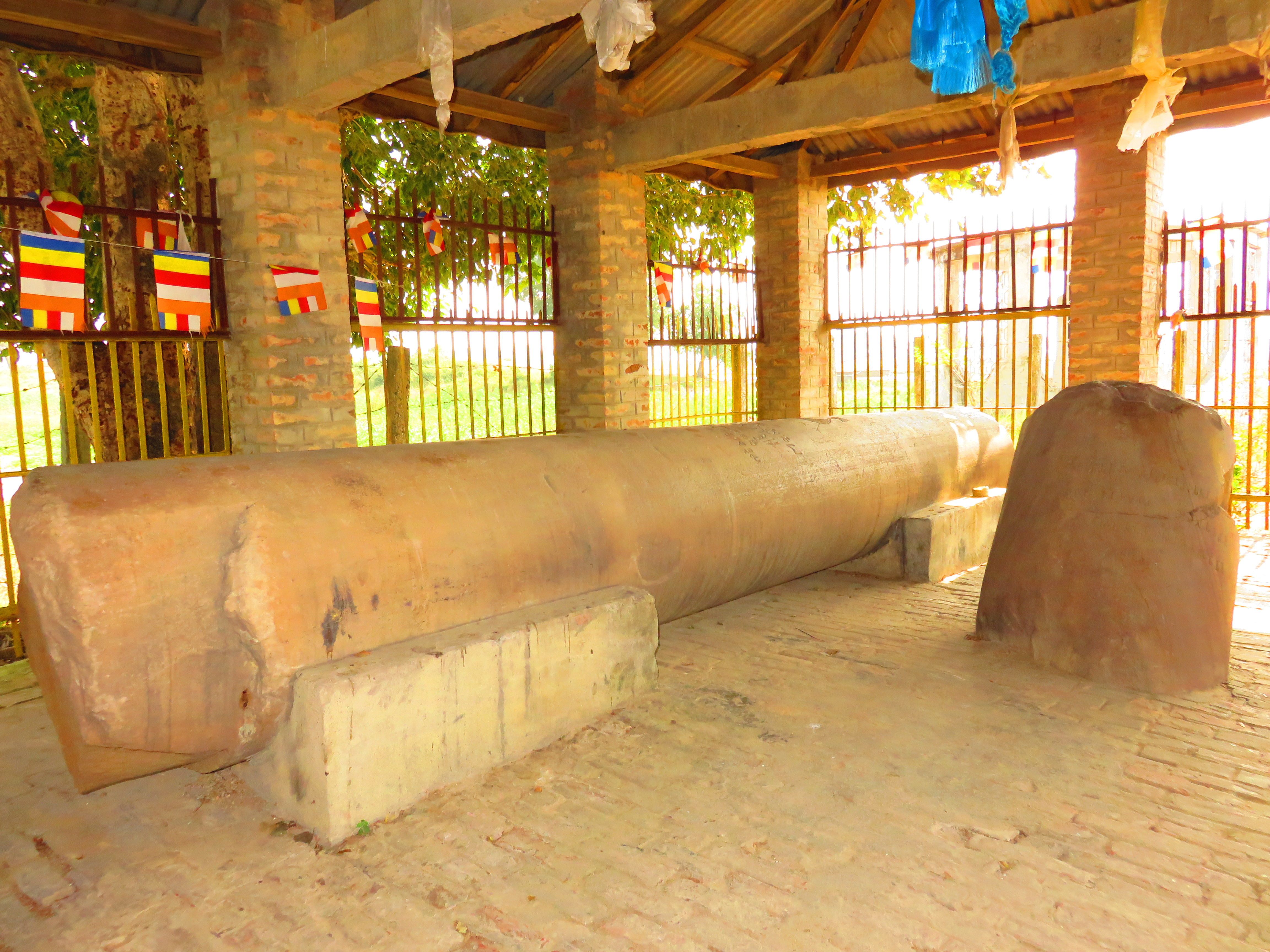
Az Asóka király által emelt oszlop, amely Konágamana Buddhának állít emléket. Nigalihawa, Kapilvasztu körzet, Nepál
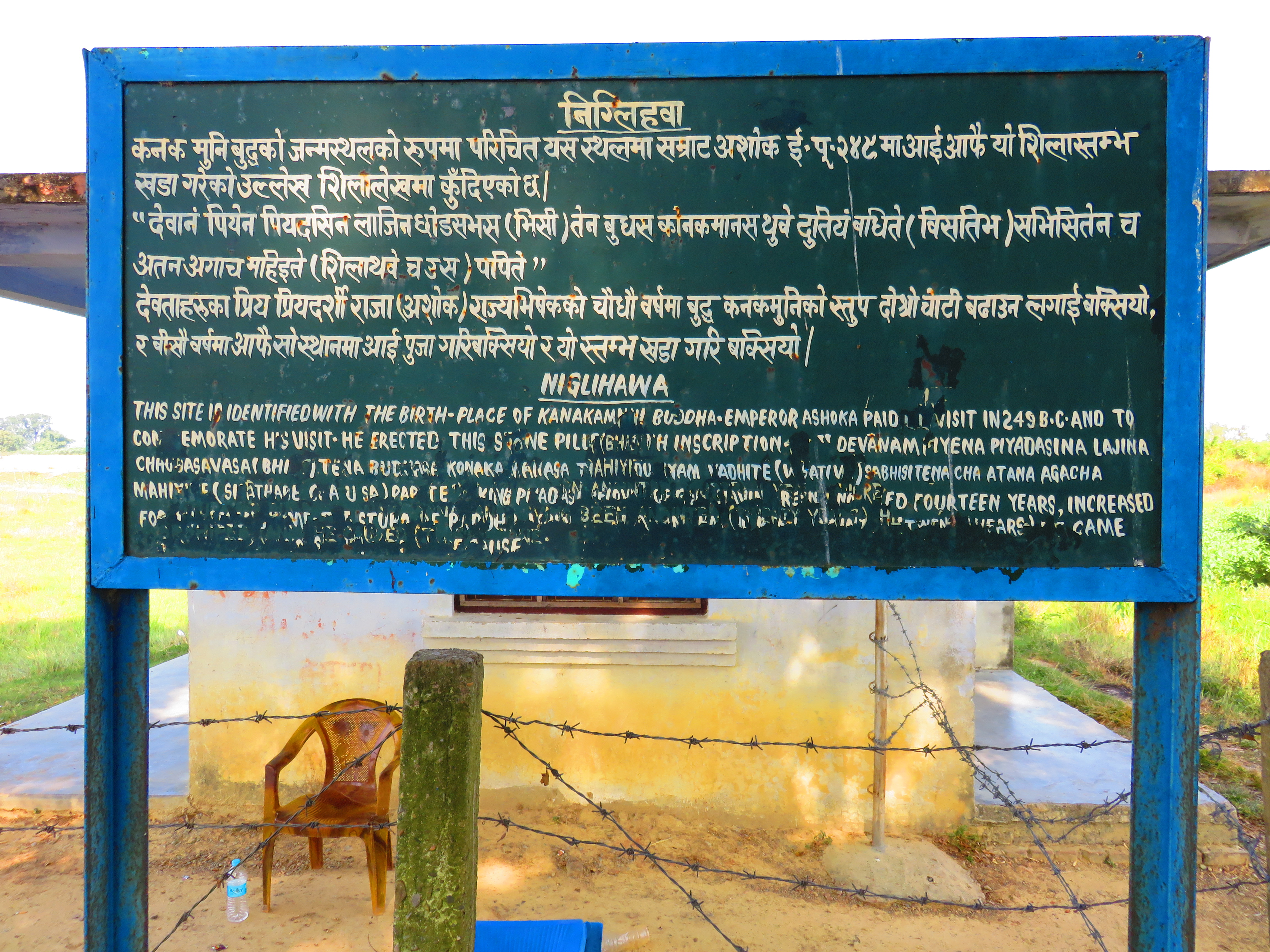
Konágamana Buddha szülőhelye. Nigalihawa, Kapilvasztu körzet, Nepál
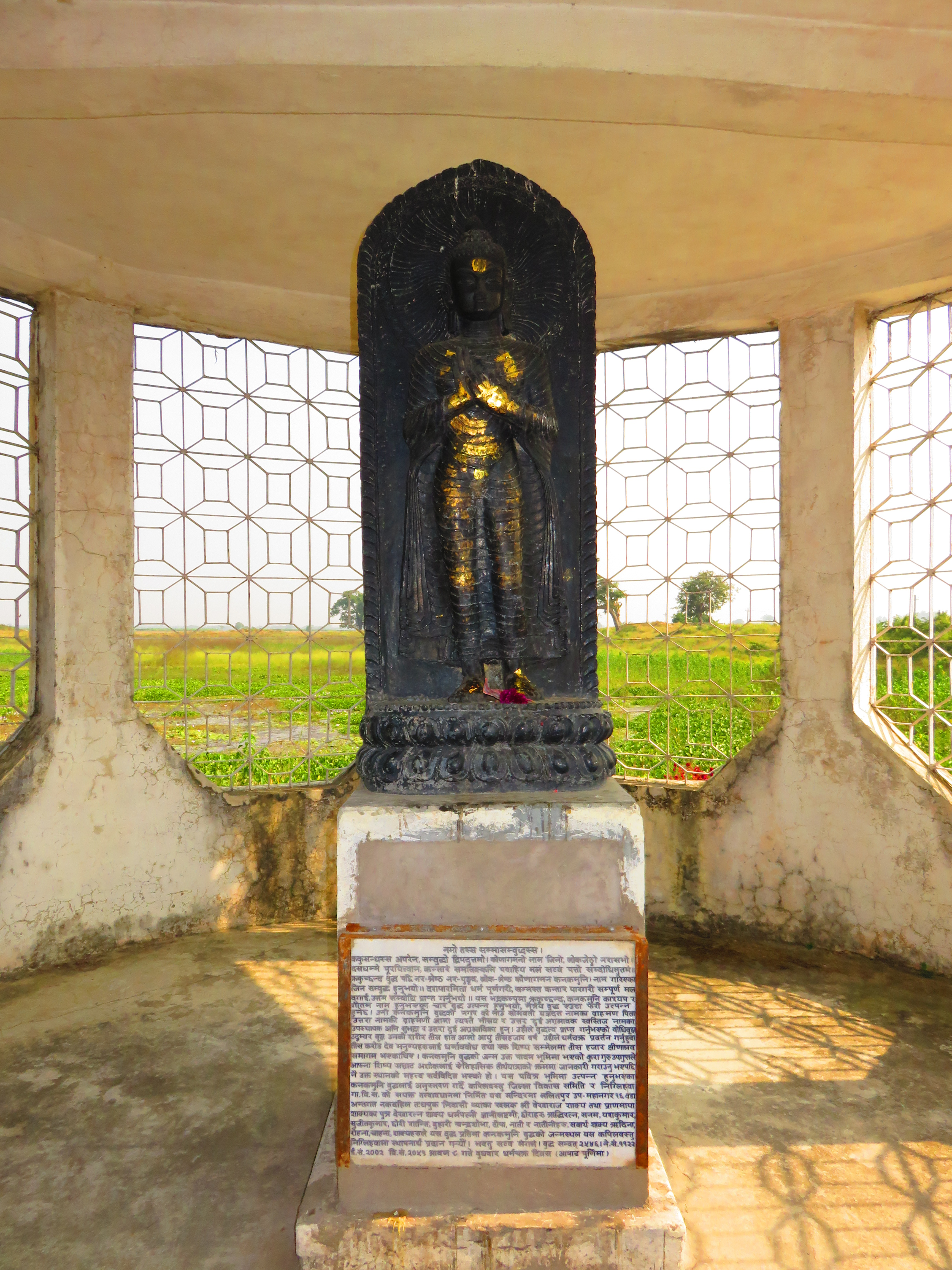
Konágamana Buddha szülőhelyének emléket állító szobor. Nigalihawa, Kapilvasztu körzet, Nepál
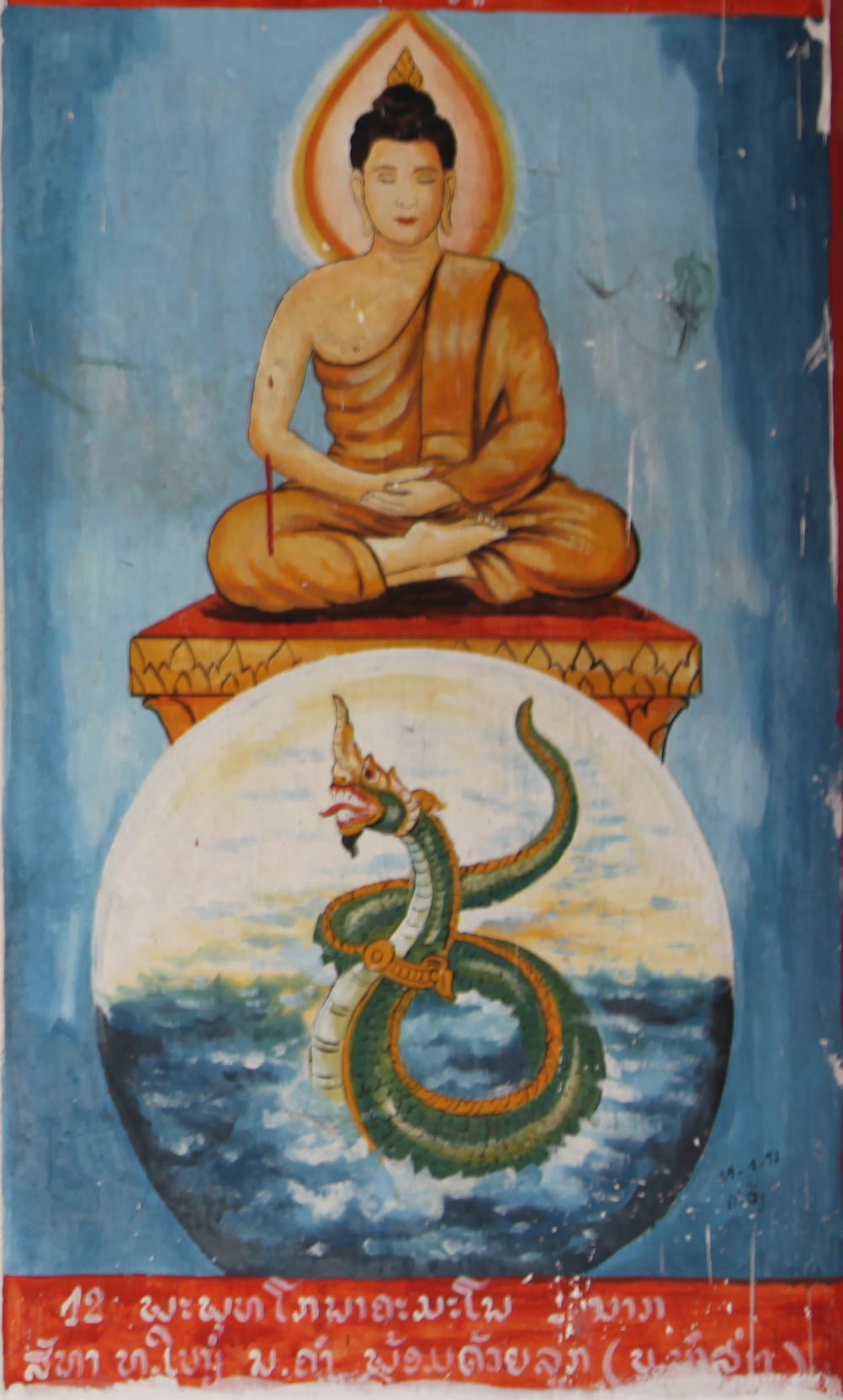
Konágamana Buddhát ábrázoló szenthely részlete, Ho Hsziang-kolostor, Luangprabang, Laosz
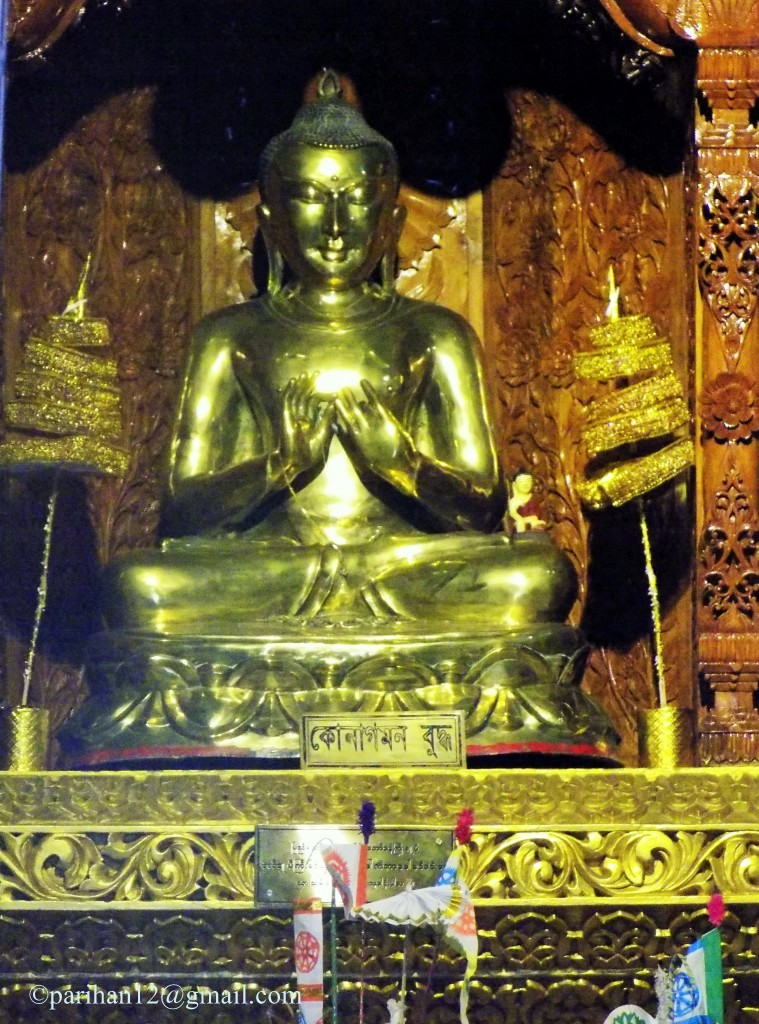
Konágamana Buddha szobra a bangladesi Buddha Dhatu Dzsadi templomban. A templom helyi neve Bandarban aranytemplom.